# Societat Internacional de Genealogia Genètica
La Societat Internacional de Genealogia Genètica (ISOGG) és una organització de genealogistes genètics sense ànim de lucre, independent, dirigida per voluntaris. Va ser fundada per un grup d'Administradors del projecte d'ADN el 2005 per promoure les proves d'ADN en l'àmbit de la genealogia. Defensa l'ús de la genètica en la recerca genealògica, proporciona recursos educatius per als genealogistes interessats en les proves d'ADN i facilita el treball en xarxa entre genealogistes genètics. A partir de juny de 2013, inclou més de 8.000 membres en 70 països. A partir de juliol de 2013, les reunions regionals estan coordinades per 20 coordinadors regionals voluntaris situats als Estats Units, Austràlia, Brasil, Canadà, Anglaterra, Egipte, Irlanda i Rússia.